# Matthias Schoenaerts
Matthias Schoenaerts (Antuérpia, 8 de dezembro de 1977) é um ator belga de origem flamenga, conhecido pelos filmes Bullhead (2011), Ferrugem e Osso (2012), The Drop (2014), Suite Francesa (2015), Longe Deste Insensato Mundo (2015), A Garota Dinamarquesa (2015), Disorder (2015) e Red Sparrow (2018). Ganhou o prêmio César de Ator Revelação por Ferrugem e Osso em 2013. Schoenaerts atua em filmes em diversos países e em várias línguas, incluindo neerlandês, francês, inglês e alemão.

## Biografia
Matthias foi criado alternadamente pela avó materna em Bruxelas e por sua mãe na Antuérpia. Sua mãe, Dominique Wiche, nunca se casou com seu pai, o ator belga Julien Schoenaerts, que morreu em 2006. Matthias só conheceu o pai aos 7 anos de idade. O ator fala pouco sobre seu histórico familiar. “É complicado”, é tudo o que ele diz. “Mas quando eu estava jogando futebol, tudo ficava bem.”
Segundo Matthias, o futebol foi sua salvação quando ele estava crescendo. Ele queria ser jogador de futebol, mas desistiu aos 16 anos. Em entrevista ao site Under the Radar em 2013, o ator disse que torce para o time espanhol Barcelona.
Depois do futebol, veio outra paixão: a arte de rua. É possível ver no Youtube alguns vídeos de Schoenaerts na adolescência, fazendo grafite em muros da Antuérpia. Seu amor pelo grafite o levou brevemente para Nova York, onde ele colaborou com o grupo TATS CRU do Bronx, um dos mais renomados grupos de grafite do mundo.
Subiu ao palco pela primeira vez ao lado do pai, aos 8 anos de idade, quanto atuou na peça O Pequeno Príncipe no papel-título. Mas a carreira de seu pai ainda não lhe causava interesse. Aos 19 anos, Matthias entrou para a escola de cinema, mas foi expulso um ano depois. “Eu era preguiçoso naquela época”, ele disse.
Aos 21 anos, ele decidiu que queria ser ator e entrou no Conservatório Real da Antuérpia, onde se formou em 2003.
Além do holandês (ou mais precisamente o dialeto Flamengo falado na Bélgica), sua Língua materna, Matthias é fluente em francês, que aprendeu a falar com a avó, que era de Liége (a parte Valônia da Bélgica) e também é fluente em Inglês, que aprendeu a falar assistindo muitos filmes americanos legendados, pois na Bélgica não é feita a dublagem de filmes estrangeiros, o que facilita o aprendizado de vários idiomas.

## Carreira
Matthias fez sua estreia no cinema aos 13 anos, num pequeno papel como Wannes Scholliers no filme Daens - Um Grito de Justiça de Stijn Coninx, que foi indicado ao Oscar de melhor filme estrangeiro em 1993. Seu pai, Julien Schoenaerts, também atuou no filme interpretando o Bispo de Ghent, Antoine Stillemans.
Em 2001 ele apareceu num episódio da série de televisão Patrouille 101 (Flikken), e na série Stille Waters em 2002. Nesse mesmo ano, Dorothée Van Den Berghe o escolheu para interpretar Oskar, um filho rebelde em conflito com seu pai, em seu primeiro longa-metragem, Meisje.
Em 2003, participou do filme Any Way the Wind Blows, do diretor Tom Barman. Depois deste filme, até 2005 ele foi visto quase consecutivamente em oito curtas-metragens e no longa Ellektra de Rudolf Mestdagh, lançado em 2004, onde o pai de Matthias teve um pequeno papel e atuou pela última vez, pouco antes de sua morte em 7 de setembro de 2006.
Em 2006, ele interpretou Dennis, um deficiente mental de 26 anos que é solto da prisão após cumprir uma pena por estupro em O Amor é Para Todos (2006), de Hilde Van Mieghem. No mesmo ano, o diretor holandês Paul Verhoeven lhe deu o papel de Joop em A Espiã, um drama situado na Holanda sob ocupação nazista onde Schoenaerts interpreta um membro da Resistência Holandesa. Ele ainda atuou em Nadine (2007), de Erik Bruyn, e em De Muze (2007), de Ben van Lieshout.
Em 2008, Schoenaerts atuou na minissérie The Emperor of Taste (De Smaak van De Keyser), no filme Loft de Erik Van Looy, onde interpreta Filip Willems, (Loft é o filme de maior bilheteria na história da Bélgica); e protagonizou o suspense Left Bank (Linkeroever), de Pieter Van Hees. Em 2009, atuou em My Queen Karo, o segundo filme de Dorothée Van Den Berghe, no qual contracenou com Déborah François.
Em 2010, depois de seu papel como Samuel Verbist no filme Pulsar de Alex Stockman, ele foi contratado pela primeira vez por um diretor francês, Franck Richard, para o seu filme de terror La Meute, onde Matthias teve uma pequena participação no papel de um gótico.
Em 2011, participou dos filmes holandeses A Gangue de Oss (De Bende van Oss) de André van Duren, onde interpreta Ties van Heesch, O Presidente (De President) de Erik de Bruyn, onde interpreta Boyko, e o mais notável: o belga Bullhead (Rundskop) de Michaël R. Roskam, interpretando Jacky Vanmarsenille, um fazendeiro Flamengo que se dopa com hormônios para lidar com traumas de infância. O ator teve de cultivar 30 kg de músculos para encarnar o personagem. Matthias ganhou o prêmio de melhor ator no Festival de Palm Springs, no Moscow International Film Festival e no Magritte Award por sua atuação em Bullhead. O filme foi indicado ao Oscar 2012 na categoria de melhor filme estrangeiro.

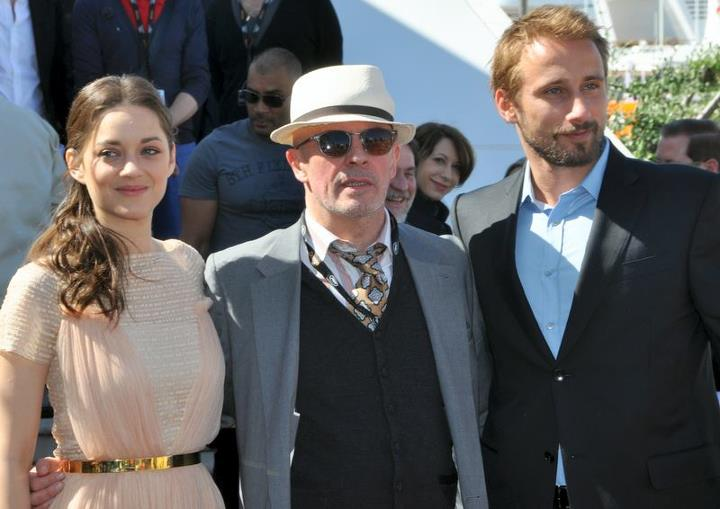
Matthias Schoenaerts com o diretor Jacques Audiard e a atriz Marion Cotillard no Festival de Cannes 2012.

À procura de um ator para interpretar Ali, um dos personagens principais ao lado de Stéphanie, interpretada por Marion Cotillard em Ferrugem e Osso (De rouille et d'Os), e após testar mais de 200 atores sem sucesso, o diretor francês Jacques Audiard escolheu Matthias após vê-lo no filme Bullhead, ele participou de um teste e acabou ganhando o papel. O filme estreou no Festival de Cannes 2012 e foi um sucesso de crítica e de bilheteria, sendo inclusive indicado a prêmios internacionais como Globo de Ouro, BAFTA e César. Por sua atuação em Ferrugem e Osso, Matthias ganhou o César de Ator Revelação em 22 de Fevereiro de 2013.
Em 2012, Matthias foi convidado pelo ator e diretor francês Guillaume Canet para atuar em seu filme de estreia como diretor em Hollywood, Blood Ties, voltando a trabalhar com sua colega de elenco de Ferrugem e Osso, Marion Cotillard, que o indicou para o filme.
Também protagonizou o curta-metragem belga Death of a Shadow (Dood van een Schaduw), do diretor Tom Van Avermaet. Em 10 de Janeiro de 2013, o curta foi indicado ao Oscar de melhor curta-metragem em Live Action.
Em Janeiro de 2014, Schoenaerts foi anunciado como garoto-propaganda da campanha masculina da Louis Vuitton Primavera/Verão 2014.
Em 2014, Schoenaerts voltou a trabalhar com o diretor de Bullhead, Michaël R. Roskam, no longa The Drop, onde atuou ao lado de Tom Hardy, Noomi Rapace e James Gandolfini.

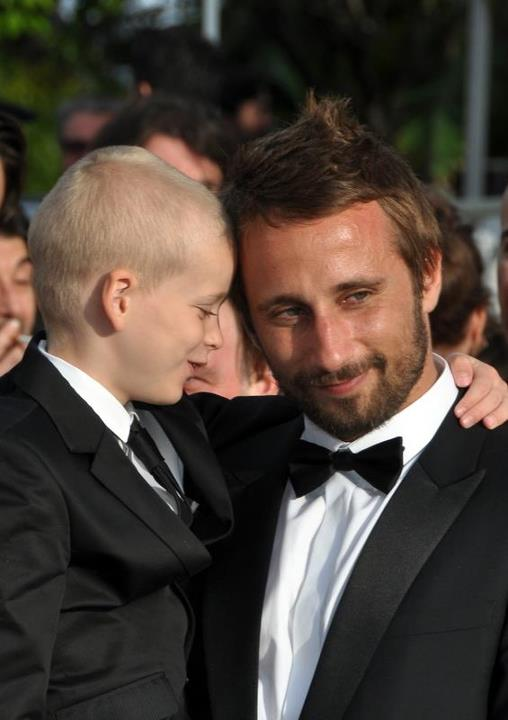
Matthias Schoenaerts com o ator Armand Verdure, na premiere de Ferrugem e Osso no Festival de Cannes 2012.

Em 2015, Schoenaerts apareceu em 7 filmes: The Loft, remake americano do filme belga Loft de 2008, também dirigido por Erik Van Looy, onde Matthias reprisa o papel que interpretou na versão original, Philip Em Suite Française de Saul Dibb, onde interpreta o soldado alemão Bruno von Falk, contracendo com Michelle Williams e Kristin Scott Thomas. Estrelou ao lado de Kate Winslet o longa A Little Chaos, dirigido por Alan Rickman.  Em Far from the Madding Crowd de Thomas Vinterberg, onde interpreta o pastor de ovelhas Gabriel Oak; além de A Garota Dinamarquesa de Tom Hooper, onde interpreta o negociante de arte Hans Axgil.
Ele ainda protagonizou os filmes A Bigger Splash de Luca Guadagnino, e Disorder (Maryland) de Alice Winocour, que marcou seu retorno ao cinema francês três anos após Ferrugem e Osso.
Em 2017, Schoenaerts estará nos filmes Racer and the Jailbird de Michaël R. Roskam, Our Souls at Night de Ritesh Batra, onde contracena com Jane Fonda e Robert Redford, e Radegund de Terrence Malick.
Ele também está no elenco de Red Sparrow do diretor Francis Lawrence, e protagoniza o drama baseado em fatos reais Kursk, dirigido por Thomas Vinterberg, sobre o naufrágio do submarino russo Kursk em 2000, ambos estão previstos para serem lançados em 2018.

## Filmografia
| Ano  | Título                                                 | Personagem                      |
| ---- | ------------------------------------------------------ | ------------------------------- |
| 1992 | Daens                                                  | Wannes Scholliers               |
| 2001 | Patrouille 101 (Flikken) (série TV)                    | Jens Goossens                   |
| 2001 | Stille waters (série TV)                               |                                 |
| 2002 | Meisje, de Dorothée Van Den Berghe                     | Oskar                           |
| 2003 | Any Way the Wind Blows                                 | Chouki                          |
| 2004 | Ellektra                                               | DJ Cosmonaut                    |
| 2006 | Dennis van Rita                                        | Dennis                          |
| 2006 | A Espiã                                                | Joop                            |
| 2007 | Nadine                                                 | Cornee                          |
| 2007 | De Muze                                                | Ben van Lieshout                |
| 2008 | Loft                                                   | Filip Willems                   |
| 2008 | Left Bank (Linkeroever)                                | Bob                             |
| 2008 | L'Empereur du goût (De smaak van De Keyser) (série TV) | Alfred Lenaerts                 |
| 2009 | Los zand (série TV)                                    | Vincent Vandeweghe              |
| 2009 | My Queen Karo                                          | Raven                           |
| 2010 | Pulsar                                                 | Samuel Verbist                  |
| 2010 | La Meute                                               | Le gothique en toc              |
| 2010 | Duts (série TV)                                        |                                 |
| 2011 | De Bende van Oss                                       | Ties van Heesch                 |
| 2011 | De President                                           | Boyko                           |
| 2011 | Bullhead                                               | Jacky Vanmarsenille             |
| 2012 | Ferrugem e Osso                                        | Ali                             |
| 2012 | Death of a Shadow (Dood van een Schaduw)               | Nathan Rijckx                   |
| 2013 | Blood Ties                                             | Anthony Scarfo                  |
| 2014 | The Drop                                               | Eric                            |
| 2015 | The Loft                                               | Philip Trauner                  |
| 2015 | Suite Française                                        | Bruno von Falk                  |
| 2015 | Longe Deste Insensato Mundo                            | Gabriel Oak                     |
| 2015 | A Little Chaos                                         | André                           |
| 2015 | Maryland                                               | Vincent                         |
| 2015 | A Bigger Splash                                        | Paul                            |
| 2016 | A Garota Dinamarquesa                                  | Hans Axgil                      |
| 2017 | Radegund                                               | Herder                          |
| 2017 | Racer and the Jailbird                                 | Gigi Vanoirbeek                 |
| 2017 | Our Souls at Night                                     | Gene                            |
| 2018 | Red Sparrow                                            | Ivan Dimitrevich (Vanya) Egorov |
| 2018 | Kursk                                                  | Mikhail Kalekov                 |
| 2019 | The Laundromat                                         | Maywood                         |
| 2020 | The Old Guard                                          | Booker (Sebastian Le Livre)     |
| 2020 | Brothers by Blood                                      | Peter Flood                     |
| 2022 | Amsterdam                                              | Lem Getwiller                   |
| 2026 | Supergirl                                              | Krem of the Yellow Hills        |
| TBA  | The Old Guard 2                                        | Booker (Sebastian Le Livre)     |
| TBA  | The Way of the Wind                                    | São Pedro                       |

## Prêmios e Indicações
Berlin International Film Festival
- 2003: Ganhou o Prêmio EFP Shooting Star

César
- 2013: Ganhou o Prêmio de Ator Revelação por Ferrugem e Osso

Lumières Awards
- 2013: Indicado ao Prêmio de Melhor Ator por Ferrugem e Osso.

Étoiles d'Or
- 2013: Ganhou o Prêmio de Ator Revelação por Ferrugem e Osso.

Globes de Cristal
- 2013: Indicado ao Prêmio de Melhor Ator por Ferrugem e Osso

Chlotrudis Awards
- 2013: Indicado ao Prêmio de Melhor Ator por Bullhead e Ferrugem e Osso

Palm Springs International Film Festival
- 2012: Ganhou o Prêmio de Melhor Ator por Bullhead

Magritte Award
- 2012: Ganhou o Prêmio de Melhor Ator por  Bullhead
- 2013: Indicado ao Prêmio de Melhor Ator por Ferrugem e Osso

Vallaloid International Film Festival
- 2012: Ganhou o Prêmio de Melhor Ator por Ferrugem e Osso

Festival de Cinema Europeu de Arcs
- 2011: Ganhou o Prêmio de Melhor Ator por Bullhead

Moscow International Film Festival
- 2011: Ganhou o Prêmio de Melhor Ator por Bullhead

Austin Fantastic Fest
- 2011: Ganhou o Prêmio de Melhor Ator por Bullhead